# Buřil, Švagerka a spol. Kukleny, továrna na kovové zboží, elektrotechnické závody, slévárna kovů, zvonárna
Buřil, Švagerka a spol. Kukleny, továrna na kovové zboží, elektrotechnické závody, slévárna kovů, zvonárna byla firma, jež vznikla v roce 1919 a její náplň se po celou její existenci rozšiřovala. Známá byla zejm. díky výrobě velmi kvalitních zvonů, jež nalezneme po kostelech v celém bývalém Československu. Zanikla roku 1930 a do jejích prostor se nastěhovala opravna automobilů značky Tatra.

## Historie
Tato firma, vzniklá v roce 1919 a jejíž hlavou byl Antonín Buřil, vyráběla zvony ze zvonoviny, harmonicky laděné a s originální výzdobou, a to vždy podle pokynů státního památkového úřadu. Zprvu jen pro blízké okolí, ale výborná jakost zvonoviny, překrásný zvuk, ladění a velmi dokonalé technické provedení zvonů zanedlouho firmu proslavila i ve vzdálenějších místech, a tak mohla směle konkurovat všem zvonařským podnikům od nás i ze zahraničí. Její práce byla mnohokrát oceněna, např. zlatou medailí na kraj. výstavě v Pelhřimově (1926) a na Zemské výstavě v Kroměříži (1925). Původně však šlo jen o továrnu na kovové zboží a zámečnickou dílnu.
27. října 1920 firma požádala o povolení přístavby zámečnické dílny čp. 156. 4. března 1922 Buřil zažádal o povolení k přístavbě sušicí pece a o umístění parního kotle a postavení ležatého parního stroje o síle 6 HP. 16. března 1922 udělila okresní politická správa firmě Buřil a Švagerka koncesi na elektrotechnickou činnost. 30. března 1922 bylo zažádáno a 20. dubna téhož roku povoleno zřízení krámu v čp. 175. 22. dubna 1922 byla podána žádost o povolení stavby kotelny a komínu k přístavbě u čp. 156. Tehdy zvonárna zaměstnávala kolem 60 lidí. 28. června 1922 byly na firmu převedeny domy dědiců Plakvicových čp. 167, 177, 187, 156, 174, 176 a pozemky č. kat. 618/2, 618/3, 613/5, 613/6, 613/9 a 298 (Buřil byl manželem Švagerkové, nemanželské dcery Plakvicovy). 30. června 1922 nebylo firmě povoleno přistavět k čp. 156 přízemní budovu, jelikož dle usnesení obecního zastupitelstva měly být hlavní třídy v Kuklenách zastavěny budovami nejméně jednopatrovými. 19. července 1922 bylo firmě nařízeno, aby nájemníkům poskytla dostatek místa na dvoře a že nesmějí prádlo a peřiny věšet na ulici. 10. srpna 1922 získala povolení ke stavbě plotu do ulice proti strojírně. Následně 21. října 1922 zažádal Buřil o povolení k umístění malého parního kotle s postavením ležatého parního stroje o síle 6 HP k vytápění dílen a jako rezervy pro případ poruchy elektrického vedení. Též byla postavena udírna a krám v čp. 156 (zažádáno 26. srpna 1922).
8. května 1923 se firma zúčastnila komunální výstavy při pražském vzorkovém veletrhu, ale již 7. června téhož roku se nachází v konkurzu. Správcem konkurzní podstaty se stal dr. Homoláč z Kuklen. Navíc byl Buřil 19. června 1923 zbaven členství v obecním zastupitelstvu. 25. února 1924 se uskutečnilo komisionelní šetření ohledně schválení dílen na č. kat. 613/15. 2. května téhož roku bylo firmě povoleno postavit kolnu, stáj, vážní domek s váhou a oplocení parcel č. kat. 613/2, 613/6, kde bylo následně zřízeno skladiště uhlí a dřeva. 14. května 1924 bylo kuklenskou městskou radou povoleno, aby při stavbě plotu do Masarykovy třídy mohla místo betonových pilířů postavit zděné se zacementováním spár. 27. června 1924 byl tovární objekt firmy Buřil, Švagerka a spol. označen čp. 156a. 2. prosince 1924 byla povolena stavba skladiště hliněných forem při domě čp. 156 (první povolení bylo uděleno již v červnu téhož roku) a prádelny. Téhož roku byla firma několikrát vyzývána, aby dala do pořádku přilehlý chodník, zbourala nevzhledné boudy a zřídila smetiště, aby nájemníci nesypali popel a odpadky na chodník za hotelem. Náprava se však nekonala, protože firmě byly adresovány opětovné výzvy i následujícího roku.
4. dubna 1925 se v továrně konala komise ve věci parního kotle a sušicí pece, která skončila udělením povolení k užívání. V témže měsíci bylo vyhověno stížnosti firmy Buřil, Švagerka a spol. v Kuklenách na zákaz zamřížování oken u domu čp. 174 v Kuklenách. V červnu 1925 povolila okresní politická správa přeměnu bytů v čp. 175 na kanceláře a skladiště. Krátce poté se mění název firmy na Buřil a Riss. 19. října 1925 nebylo firmě povoleno bourání domu čp. 174. Ta ovšem získala alespoň povolení k užívání skladiště hliněných forem. Následně však podala stížnost k zemskému správnímu výboru. 2. listopadu 1925 okresní politická správa udělila firmě Buřil a Riss povolení k zřízení zvonárny a tavicí pece při továrně čp. 156. Následujícího roku se píše, že z továrny vyšlo již na 400 zvonů, přičemž největší z nich vážil 30 q a byl umístěn v kostele sv. Michala v Olomouci. Zároveň došlo k povolení užívání přestavěného domu čp. 175. Roku 1927 byly opraveny fasády na domech čp. 167, 176 a 177. Městem též nevyhověno žádosti o povolení k svedení dešťové vody do rygolu na státní silnici. Následujícího roku firma obdržela povolení ke stavbě slévárny a brusírny. V roce 1930 bylo povoleno zřízení záchodů, pavlače a studny u domů čp. 167, 178, 177 a 187. Nastává strmý pád, dochází k zastavení výroby a v dubnu 1932 započaly závody Tatra s přestavbou bývalé slévárny a soustružny firmy Buřil a Riss na správkárnu automobilů, jak jim bylo v roce 1930 povoleno.